# Старовойтова, Анна Валентиновна
А́нна Валенти́новна Старово́йтова (бел. Ганна Валянцінаўна Старавойтава, род. 8 августа 1966, Солигорск, Минская область, Белорусская ССР, СССР) — белорусский государственный и политический деятель, депутат Палаты представителей Национального собрания VI и VII созывов.

## Биография
Родилась 8 августа 1966 года в Солигорске.
В 1988 году окончила Минский государственный педагогический институт имени А. М. Горького по специальности «Учитель математики, информатики и вычислительной техники».
Работала в г. Минске учителем математики средней школы № 158, заместителем директора по научно-методической работе гимназии № 13, заместителем начальника управления образования Фрунзенского района г. Минска. С марта 2003 года по октябрь 2016 года работала директором средней школы № 195 (в 2009 году переименована в гимназию № 31) г. Минска.
Была депутатом Минского городского Совета депутатов двадцать шестого и двадцать седьмого созывов, являлась председателем комиссии по образованию, науке, культуре и спорту.
11 сентября 2016 года избрана на парламентских выборах депутатом Палаты представителей Национального собрания Республики Беларусь шестого созыва по Сухаревскому избирательному округу № 101. По результатам голосования, за её кандидатуру были поданы 22 303 голоса (54,2 % от общего числа), явка избирателей на округе составила 60,9 %.
17 ноября 2019 года на парламентских выборах избрана депутатом Каменногорскому округу № 101. По результатам голосования, за её кандидатуру были поданы 16 274 голосов (37,59 % от общего числа), явка избирателей на округе составила 64,07 %. Является членом Постоянной комиссии Палаты представителей по международным делам. После президентских выборов 2020 года и последовавших за ними массовых протестов игнорировала проведение встреч с избирателями своего округа, недовольными сложившейся общественно-политической ситуацией в стране, ссылаясь то на болезнь, то на отпуск, то на сложную эпидемиологическую обстановку.
Накануне парламентских выборов 2016 года вышла из состава Коммунистической партии Беларуси, в настоящее время беспартийная.

## Личная жизнь

### Семья
Муж — Игорь Аркадьевич Старовойтов, физиотерапевт, заведующий физиотерапевтическим отделением 11-й городской клинической больницы Минска. У супругов есть дочь.

### Увлечения
Любит теннис и бег на лыжах, а также плавание. Любит готовить.

### Сведения о доходах
Декларированный доход Старовойтовой за 2018 год составил 38,5 тысяч белорусских рублей. Согласно декларации, в собственности Старовойтовой находятся квартира в Минске площадью 66,7 кв. м, земельный участок в Минской области площадью 0,0447 га, капитальное строение в Минской области 46,8 кв. м, легковой автомобиль Volvo S80 2010 года выпуска.

## Награды
- почетная грамота Национального собрания Республики Беларусь,
- нагрудный знак Министерства образования Республики Беларусь «Выдатнiк адукацыi» (2015)[1].